# Bessie MacNicol

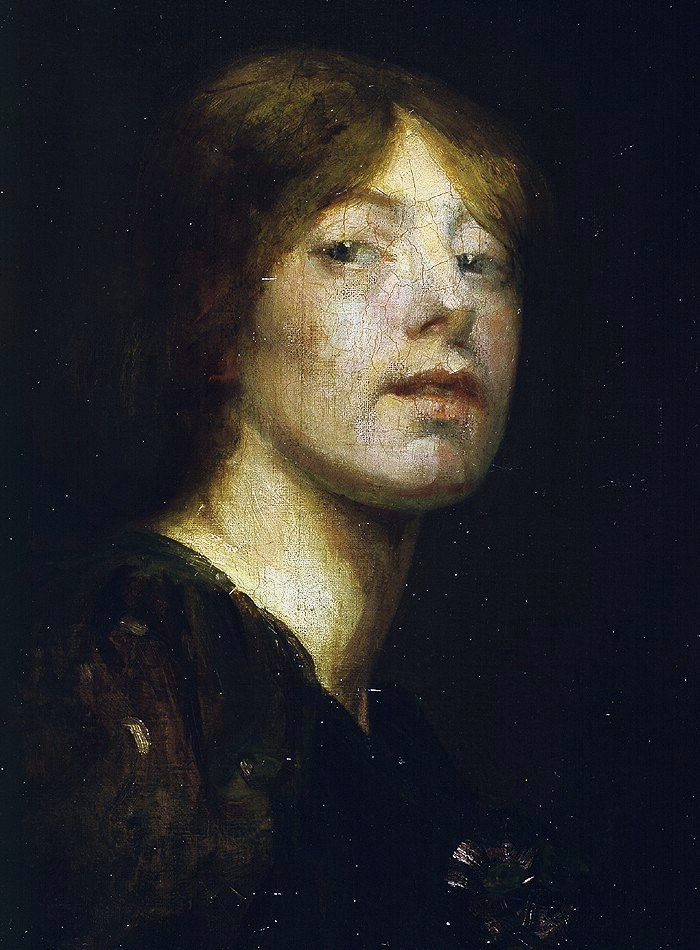
Zelfportret, 1894

Elizabeth "Bessie" MacNicol (Glasgow, 15 juli 1867 - aldaar, 4 juni 1904) was een Schots kunstschilderes. Haar werk wordt overwegend gerekend tot het postimpressionisme. Ze behoorde tot de Glasgow School.

## Leven en werk
MacNicol was de dochter van een onderwijzer en studeerde van 1887 tot 1892 aan de Glasgow School of Art. Vervolgens ging ze naar Parijs en schreef zich daar in bij de Académie Colarossi. In 1893 exposeerde ze voor het eerst bij de Royal Academy of Arts in Londen en in 1895 bij de Royal Glasgow Institute of the Fine Arts. In die tijd ging ze ook weer wonen in Glasgow, waar ze in 1896 een eigen atelier opende. Ze zou echter ook veel schilderen op het platteland, in het gehucht Kirkcudbright. Daar bevond zich aan het einde van de negentiende eeuw een kleine kunstenaarskolonie, welke bekend zou worden als de Glasgow School (onderverdeeld in de Glasgow Boys en de Glasgow Girls). Tot deze school behoorde ook Edward Atkinson Hornel, die in die periode sterk van invloed zou zijn op haar stijl. Haar werk in de jaren 1890 kan getypeerd worden als postimpressionistisch. Ze maakte vooral portretten, met veel aandacht voor seizoensgebonden lichtinval, veelal met verwerking van bloemen. Vaak maakte ze ook aquarellen.
In 1899 huwde MacNicol de arts Alexandr Frew, met wie ze ging wonen in Hillhead, een buitenwijk van Glasgow. Vanaf die tijd neigde haar stijl wat meer naar een klassiek realisme. In 1901 kreeg ze tijdens een expositie in München veel lof voor haar grootformaat naaktportret Vanity.
MacNicol overleed in 1904 terwijl ze hoogzwanger was, nog geen 35 jaar oud. Haar man pleegde vier jaar later zelfmoord, kort nadat hij hertrouwd was.
Veel van MacNicols werk is te zien in het Kelvingrove Art Gallery and Museum en de Hunterian Museum and Art Gallery te Glasgow. In Schotland wordt ze tegenwoordig beschouwd als een van de belangrijkste vrouwelijke kunstenaressen uit haar tijd.

## Galerij

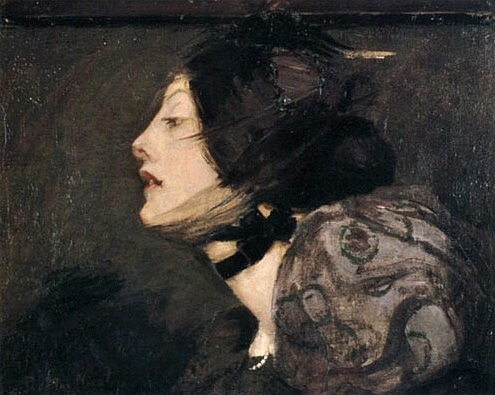
French girl, 1895
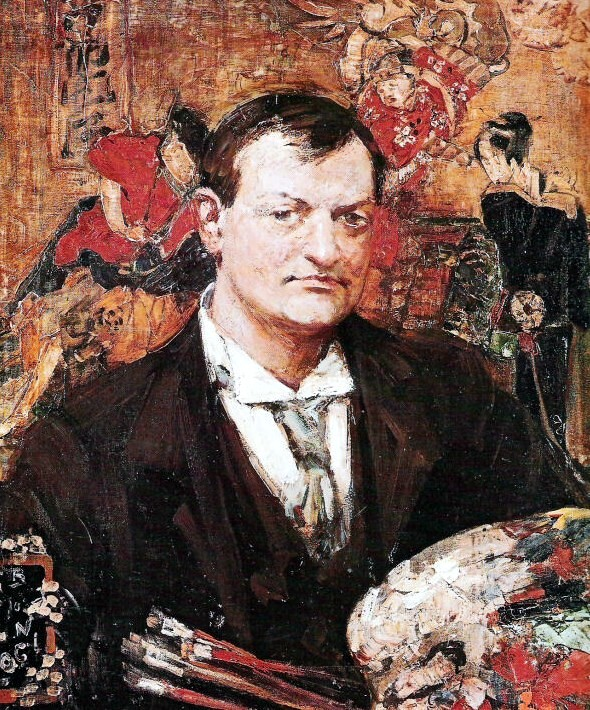
Edward Atkinson Hornel, 1896
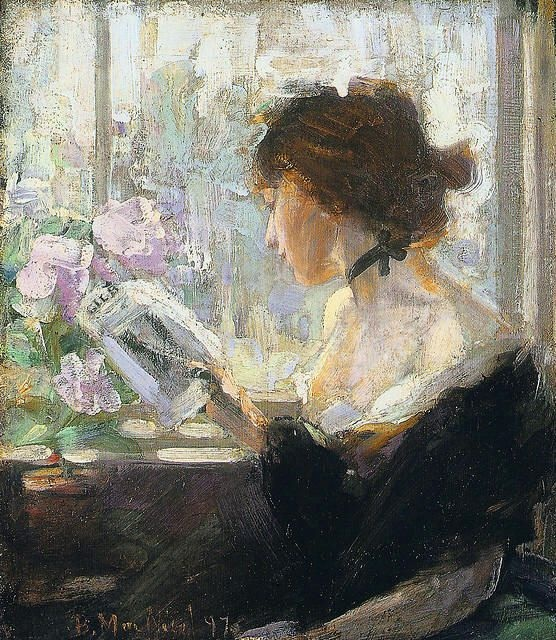
Elizabeth reading, 1897
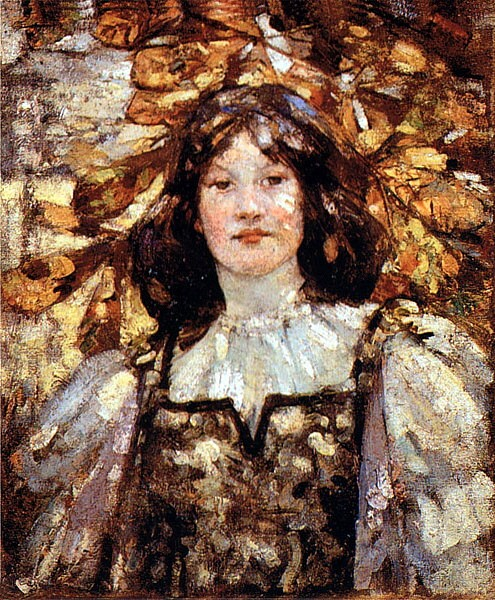
Autumn, 1898
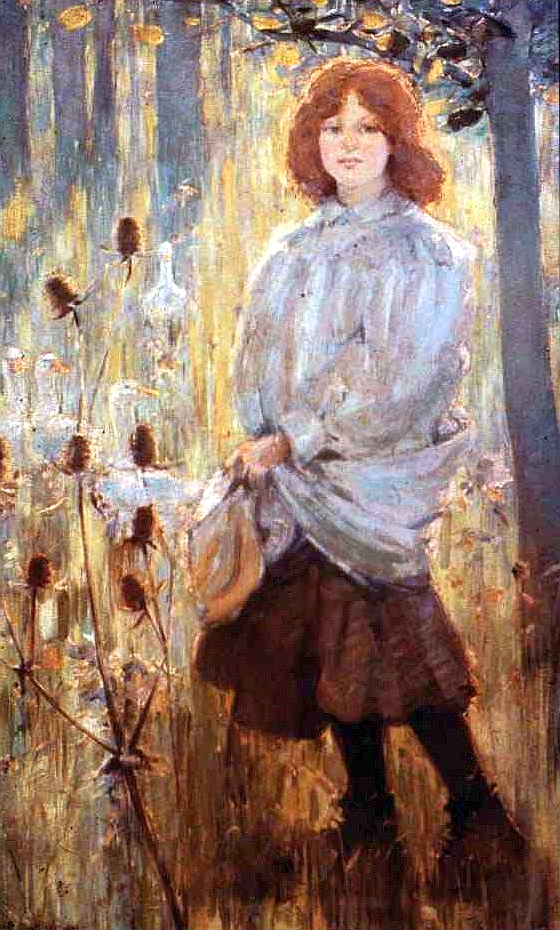
The goose girl, 1898
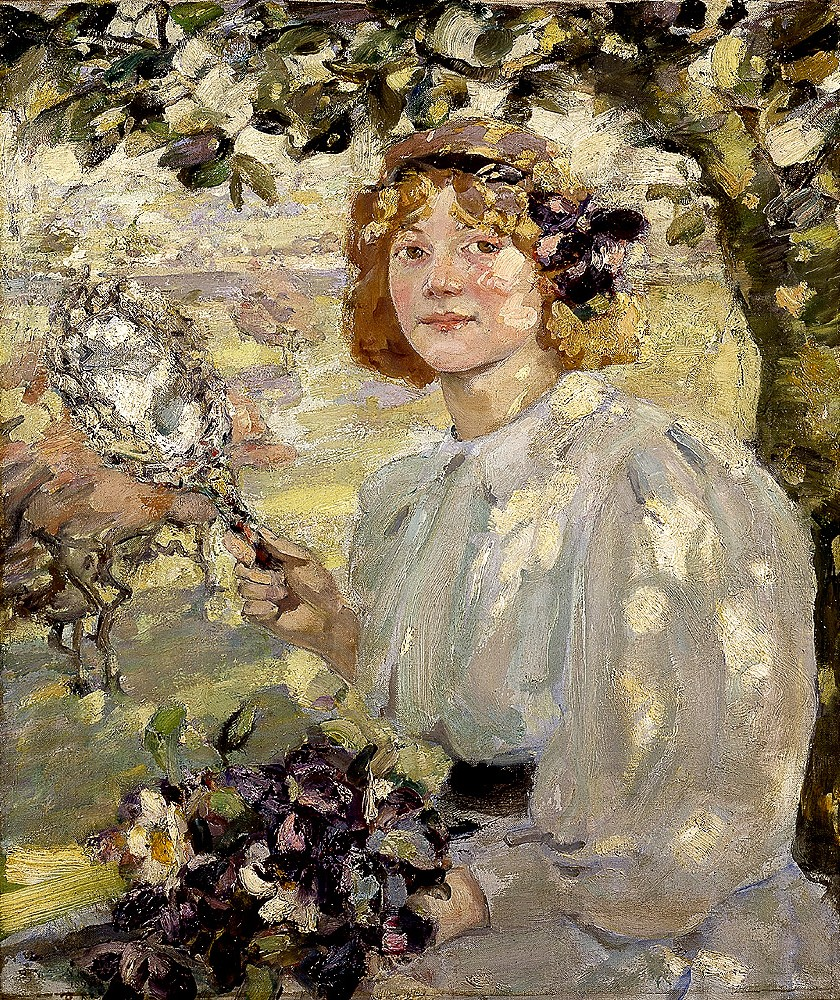
Under the apple tree, 1899
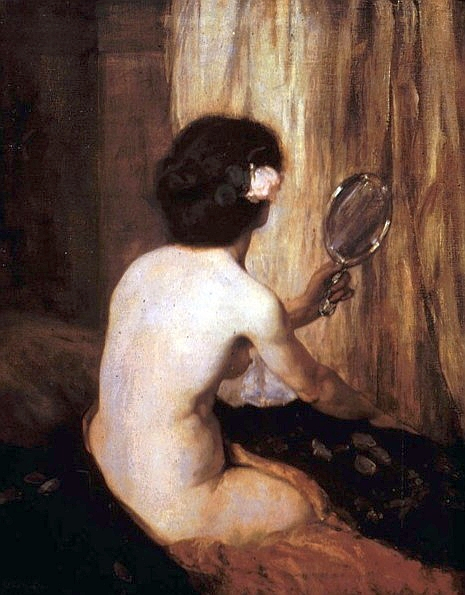
Vanity, 1899
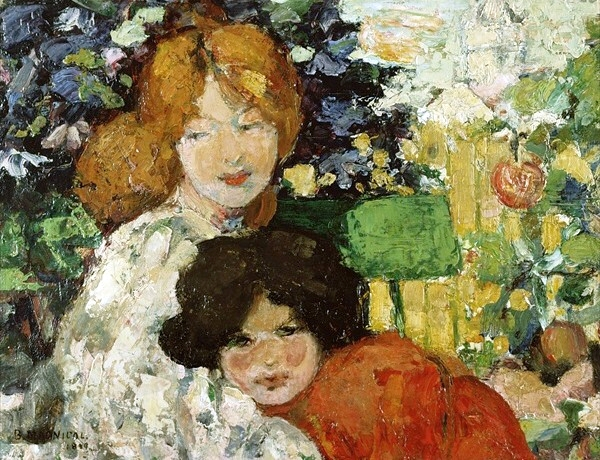
Two sisters, 1899
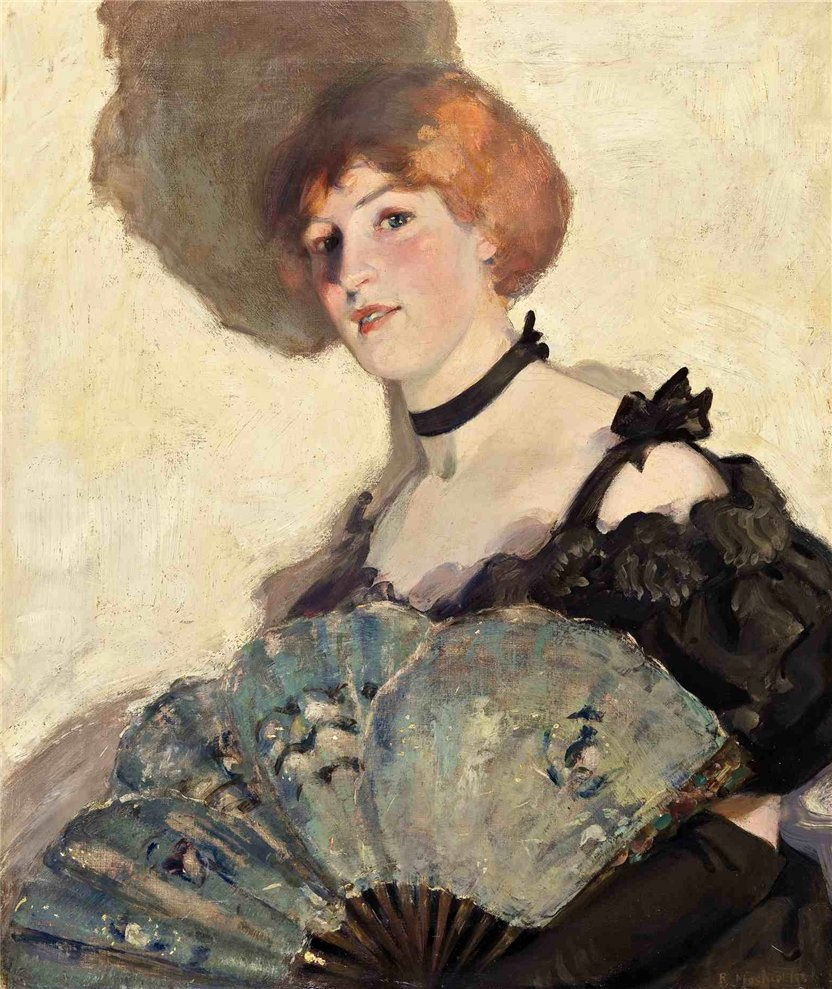
Lamplight
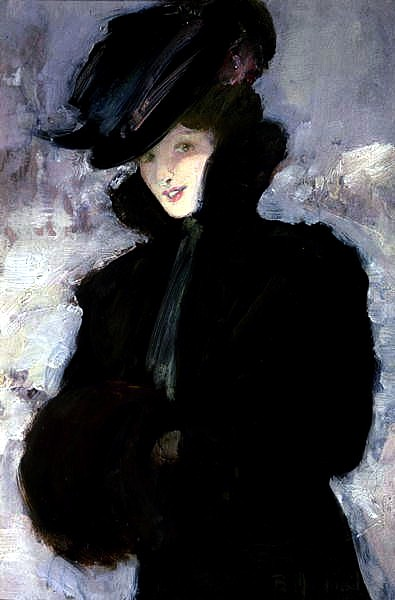
The fur coat